# ママーストアー

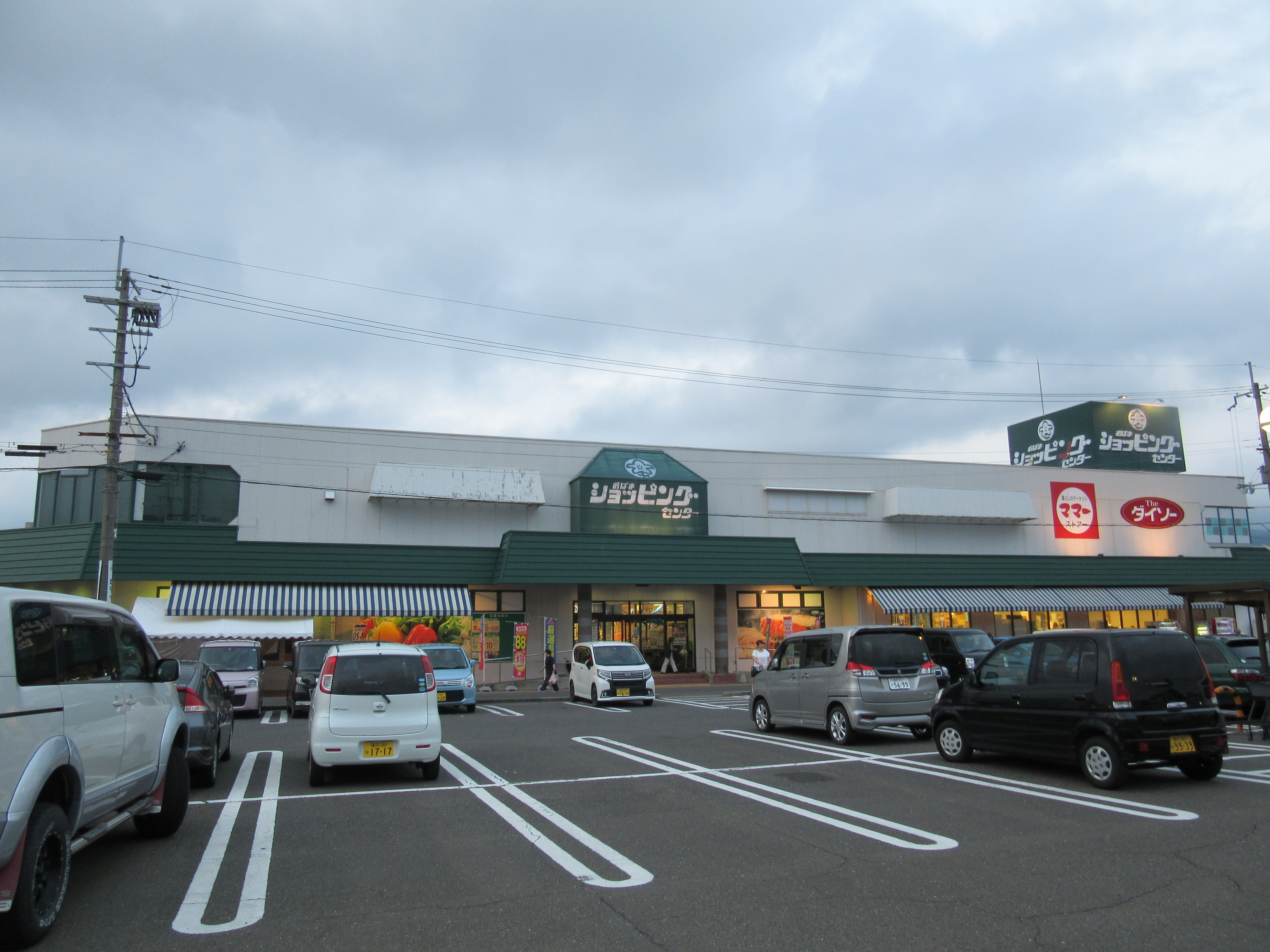
ママーストアー

ママーストアーは、福井県嶺南地方西部にある食料品スーパーマーケットチェーンストア。同県小浜市にある株式会社ママーストアー、大飯郡にある株式会社高浜ママーストアー（たかはまママーストアー）の2社統一ブランドとして展開していたが、現在は株式会社ママーストアー単独となっている。オール日本スーパーマーケット協会(AJS)加盟。

## 沿革
- 1962年（昭和37年）10月 - 法人設立
- 1962年（昭和37年）11月 - ママーストアー白鬚店開店
- 1976年（昭和51年）9月 - おばまショッピングセンター開店
- 1986年（昭和61年）7月 - ママーストアー東小浜店開店
- 1990年（平成2年）5月 - ママーストアー西津店開店

## 株式会社ママーストアー
- 本社 〒917-8512 福井県小浜市四谷町20-10
- 店舗数 3店（いずれも小浜市）

うち1店舗は同市のおばまショッピングセンターに核テナントとして出店、本社はそこに所在する。

## 過去の関連会社

### 株式会社高浜ママーストアー
- 〒919-2111 福井県大飯郡おおい町本郷158-2-1
- 店舗数１店で展開していたが現在は閉業。